# Achytonix orae
Achytonix orae là một loài bướm đêm trong họ Noctuidae.